# Goran Grgić
Goran Grgić, né le 17 novembre 1965 à Vukovar (Croatie), est un acteur croate.

## Filmographie sélective
- 1995 : Gospa de Jakov Sedlar
- 2001 : Polagana predaja de Bruno Gamulin
- 2001 : En territoire ennemi de John Moore
- 2004 : Duga mračna noć de Antun Vrdoljak
- 2006 : Libertas de Veljko Bulajić